# Карл Кристиан Гогенцоллерн
Карл Кристиан Гогенцоллерн (полное имя — Карл Кристиан Фридрих Иоганн Мейнрад Мария Хубертус Эдмунд Принц фон Гогенцоллерн) (род. 5 апреля 1962) — немецкий принц из дома Гогенцоллерн-Зигмаринген. Старший сын принца Иоганна Георга Гогенцоллерна и его жены, шведской принцессы Биргитты, сестры короля Швеции Карла XVI Густава.

## Биография
Карл Кристиан родился в Мюнхене (земля Бавария, Германия).
В 1999 году Карл Кристиан женился на Николь Элен Нестич (род. 22 января 1968, Мюнхен). Их гражданская свадьба состоялась 8 июля 1999 года в Мюнхене, а церковный брак был оформлен 26 июля 1999 года в Кройцпуллахе. Супруги имеют одного сына:
- Принц Николас Иоганн Георг Мария Гогенцоллерн (род. 22 ноября 1999, Мюнхен)[2]

Карл Кристиан Гогенцоллерн живет в Мюнхене. Он работает в компании «ARRI Group», являющейся ведущим мировым производителем и дистрибьютором, специализирующимся на производстве киносъёмочного оборудования.
В июне 2010 года принц Карл Кристиан с семьей присутствовал на свадьбе шведской кронпринцессы Виктории и Даниэля Вестлинга.

## Титул
- 5 апреля 1962 — настоящее время — Его Светлость Принц Карл Кристиан Гогенцоллерн.